# Chronisches Bienenlähmungsvirus
Die Spezies Chronisches Bienenlähmungsvirus (Chronic bee paralysis virus, CBPV), nicht zu verwechseln mit dem Slow bee paralysis virus (SBPV) oder dem Acute bee paralysis virus (Akutes Bienenlähmungsvirus, ABPV), ist ein Erreger von Bienenkrankheiten und betrifft häufig erwachsene Honigbienen der Spezies Apis mellifera (Westliche Honigbiene) und verursacht eine chronische Lähmung, die sich leicht auf andere Mitglieder eines Volkes ausbreiten. Mit CBPV infizierte Bienen zeigen nach fünf Tagen erste Symptome und sterben einige Tage danach.
Eine CBPV-Infektion kann zum plötzlichen Zusammenbruch von Honigbienenvölkern beitragen oder diesen verursachen.
Da Honigbienen einen wichtigen Faktor für die Widerstandsfähigkeit eines Ökosystems darstellen, ist es wichtig, die Umstände und Krankheiten zu verstehen, die sie bedrohen.
Obwohl CBPV hauptsächlich adulte (erwachsene) Bienen infiziert, kann das Virus auch Bienen in früheren Entwicklungsstadien infizieren. Allerdings weisen heranwachsende Bienen im Vergleich zu ihren adulten Artgenossen typischerweise eine signifikant geringere Viruslast auf. Die Sterblichkeit infolge einer CBPV-Infektion bei sich entwickelnden Bienen ist gering oder gar nicht vorhanden; das Gleiche gilt für die Brutverluste aufgrund einer solchen Virusinfektion.
Mit CBPV infizierte Bienen können Millionen von Viruspartikeln (Virionen) enthalten, von denen die Hälfte im Kopfbereich der infizierten Honigbienen konzentriert ist. Infolgedessen weist das Virus eine neurotrope Aktivität auf, d. h. das kann Virus bei infizierten Honigbienen eine Schädigung des Nervensystems verursachen.

## Aufbau
Das Chronic bee paralysis virus ist ein einzelsträngiges RNA-Virus positiver Polarität mit fünf Segmenten (zwei großen und drei kleinen).
Es wird vermutet, dass das erste große Segment eine RNA-abhängige RNA-Polymerase kodiert, da es 8 konservierte Domänen dieser Enzymfamilie besitzt.
Das zweite große Fragment scheint für die Virus-Kapsidproteine zu kodieren.
Offenbar liegt eine ikosaedrische Symmetrie vor.

### Satellitenvirus
Es wurde zudem festgestellt, dass CBPV das Wachstum und die Reproduktion eines Satellitenvirus erleichtert, das per Vorschlag  als „Chronic Bee Paralysis Associate Satellite Virus'“ (CBVA) bezeichnet wird und drei kleine einzelsträngige RNA-Segmente positiver Polarität, also ebenfalls (+)ssRNA, aufweist.
Im CBPV-Genom scheinen die drei kleinen RNA-Segmente nicht zu den beiden großen zu passen. Vieles deutet darauf hin, dass diese drei (+)ssRNAs keine Bestandteile von CBPV sind, sondern eines Satellitenvirus, das auf CBPV-Aktivität angewiesen ist um sich zu vermehren.
Außerdem haben die drei kleinen RNA-Segmente jeweils Molekulargewichte von 0.35 × 106 (1100 nt), was genau den Molekulargewichten der drei (+)ssRNA-Segmenten von CBVA entspricht.

## Infektion und Übertragung
CBPV wird über zwei Hauptmechanismen übertragen.
- Der erste Mechanismus ist die Übertragung von Viren durch Bienenkot, wenn er auf dem Bienenstockboden verbleibt und an den pelzigen Beinen anderer Bienen hängen bleibt und dann oral aufgenommen werden kann.[13]
- Der zweite Mechanismus ist über den engen Kontakt zwischen den Bienen im Bienenstock. Arbeitsbienen sind am anfälligsten für Infektionen, da sie am häufigsten im Bienenstock unterwegs sind. Die Infektion kann sich durch indirekten oder direkten Kontakt zwischen Honigbienen verschiedener Bienenstöcke ausbreiten.[14] Untersuchungen zeigen, dass hauptsächlich adulte Honigbienen durch Kontakt mit infizierten Fäkalien oder durch Aufnahme virionhaltiger Substanzen mit CBPV infiziert werden können.[4]

CBPV wird zudem durch einen allgegenwärtigen Parasiten in Bienenstöcken, die Varroa-Milben Varroa jacobsoni, auf Honigbienen übertragen.
Varroa-Milben beherbergen bekanntlich eine Vielzahl von Viren, für die Honigbienen anfällig oder tolerant sind.
Die parasitären Milben heften sich äußerlich an Honigbienen an und ernähren sich von der Hämolymphe und Fettkörpern ihrer Wirte.
Dieser Flüssigkeitsaustausch zwischen den parasitären Milben und den Wirten ermöglicht es CBPV-Partikeln, in Flüssigkeitstransfersysteme im Körper der Honigbienen einzudringen.

## Vermehrungszyklus

### Eintritt in die Zelle
Die Mechanismen, durch die CBP-Virionen in Honigbienenzellen eindringen, sind derzeit nicht bekannt.

### Replikation
Wie (+)ssRNA-Viren repliziert sich CBPV im Zytoplasma der Wirtszellen. Das erste große (+)RNA-Segment im CBPV-Genom kodiert wahrscheinlich für eine RNA-abhängige RNA-Polymerase, die viele Kopien des viralen RNA-Genoms erstellt.
Nachdem viele Kopien des Genoms hergestellt wurden, wandeln die zellulären Prozesse der Wirtszellen die virale RNA in funktionelle Proteine um (Translation an den Ribosomen), die eine Vermehrung des Virus im Wirt ermöglichen.
Das Virus repliziert sich am stärksten im Kopf der Honigbiene. Es werden Raten von durchschnittlich 107 Kopien des Virus im Kopf einer infizierten Arbeiterin und bis zu 1011 Kopien in dem einer infizierten Bienenkönigin erreicht.
Es konnte gezeigt werden, dass sich die Virionen nach einer Infektion des Wirts hauptsächlich in zwei Zentren des Bienengehirns konzentrieren und sich dort replizieren. Beide liegen im Protozerebrum genannten Teil des Oberschlundganglions:
Das erste dieser Replikationszentren ist der Pilzkörper, der eine Rolle bei der sensorischen Verarbeitung, dem Gedächtnis, dem Lernen und der motorischen Kontrolle (Koordinierung der Bewegung) spielt.
Das zweite Replikationszentrum ist der Zentralkörper, das Zentrum des Insektengehirns, das hauptsächlich die Körperorientierung, die Fortbewegung, das Verhalten und die Erregung steuert.
Der Verlust der Flugfähigkeit bei Honigbienen infolge einer CBPV-Infektion kann auf die Zerstörung von Neuronen im Zentralkörper zurückgeführt werden.
Unregelmäßiges Verhalten bei infizierten Bienen kann dagegen auf die Zerstörung von Neuronen des Pilzkörpers zurückzuführen sein.

## Krankheitssymptome

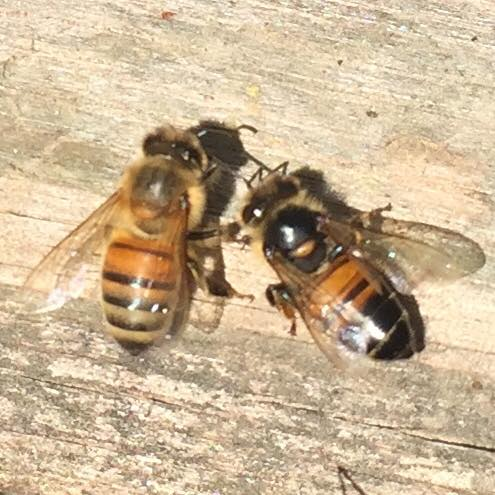
Die Biene rechts zeigt den Beginn der Schwärzung im Zusammenhang mit der Schwarzkrankheit.

Infizierte Honigbienen zeigen Krankheitssymptome innerhalb von fünf Tagen nach der Infektion.
Die Infektion tritt auf zwei verschiedene Arten auf, wobei die Typ-I-Infektion die häufigste der beiden Infektionstypen ist:
- Bei einer Typ-I-Infektion zeigt die infizierte Biene ein aufgeblähtes Abdomen (Bauch) aufgrund eines mit Flüssigkeit gefüllten Honigsacks, sowie schwache oder zitternde Flügel. Mit Typ I infizierte Honigbienen neigen dazu, in der Nähe des Bienenstockeingangs auf dem Boden zu kriechen oder sich zu sammeln, da ihre geschwächten Flügel zur Flugunfähigkeit führen.
- Bei einer Typ-II-Infektion zeigt die Honigbiene einen vollständigen Haarausfall im Abdominalraum (Bauchraum), wodurch sie schwarz und fettig erscheint. Aus diesem Grund hat die Krankheit im Französischen den Namen maladie noire ‚Schwarzkrankheit‘. So infizierte Bienen können noch 2–3 Tage nach Auftreten der Symptome fliegen, verlieren die Flugfähigkeit aber schließlich auch kurz bevor sie der Krankheit erliegen.

Eine dritte Art von Infektion, die einen wesentlichen Beitrag zur Ausbreitung des Virus leistet, ist eine Infektion mit CBPV derart, dass die infizierte Biene bis zu ihrem Tod keine klassischen Krankheitssymptome aufweist. Sie kann daher das Virus in dieser Zeit über ihren eigenen Bienenstock hinaus übertragen.

## Bekämpfung
Derzeit ist keine Therapie für die Krankheit bekannt. Oft ebben Infektionen mit CBPV von selbst ab, aber infizierte Bienen müssen, wenn sie entdeckt werden, sofort aus dem Bienenstock entfernt werden, um die Wahrscheinlichkeit einer Virusausbreitung zu verringern.
Die Ergänzung eines kleineren Bienenstocks, der stark vom Virus betroffen ist, durch gesunde Bienen aus einer anderen Kolonie kann den Zusammenbruch der Kolonie in infizierten Bienenstöcken verhindern.
Aus unbekannten Gründen besteht ein Infektionsrisiko eher im Winter als in den wärmeren Monaten an.
Die Behandlung des Bienenstocks gegen Varroa-Milben hat sich auch als wirksame vorbeugende Methode gegen Virusinfektionen erwiesen.
Allerdings sollen Bienen nicht vorbeugend gegen Milben behandelt werden, denn die Milben entwickeln schnell Resistenzen. Einmal entdeckt, können Milben jedoch durch den Einsatz von Pestiziden beseitigt werden. Übliche Mittel sind Fluvalinat (Apistan), Ameisensäure, Oxalsäure, Milchsäure und Thymol (Apiguard).

## Tests
Infektionen mit CBPV gelten als inapparent oder subklinisch, da nur wenige verräterische Symptome auftreten, bevor die Infektion tödlich fortgeschritten ist.
Da viele Honigbienen infiziert werden können und wenn überhaupt erst Tage nach dem Beginn der Infektion Symptome zeigen, kann CBPV ganze Bienenstöcke infizieren, bevor das Virus entdeckt wird.
In dieser Zeit sind Infektiositäts- und serologische Tests leider oft ungenau und schwer mit konsistenten Ergebnissen zu reproduzieren.

## Wirtsspektrum
Zwar infiziert CBPV hauptsächlich Honigbienen, aber es wurde festgestellt, dass sich das Virus auch in zwei Arten fleischfressender Ameisen vermehrt, das sind die Haarige Holzameise (Camponotus vagus) und die Rote Waldameise (Formica rufa).
Diese Ameisen – sie gehören beide zur Unterfamilie der Schuppenameisen (Formicinae) – infizieren sich durch zwei Mechanismen mit CBPV: durch den Verzehr von Bienenkadavern, die das Virus beherbergen, oder unabhängig davon, durch das Sammeln von infiziertem Honigtau.
Während das Virus bei den fleischfressenden Ameisen keine Symptome verursacht, können die Ameisen als Reservoir für die Virusreplikation dienen.

## Ähnlichkeit mit anderen Viren
CBPV ähnelt in der Symptomatik auch dem Slow bee paralysis virus (SBPV) und dem Acute bee paralysis virus (Akutes Bienenlähmungsvirus, ABPV). Obwohl CBPV nicht in dieselbe Familie Dicistroviridae wie die beiden anderen Viren fällt, besteht eine symptomatische Ähnlichkeit mit diesen anderen Viren, indem es als tödliches Infektionssymptom eine Lähmung verursacht.
Das Slow bee paralysis virus (SBPV) führt im Gegensatz zu CBPV bei Honigbienen (Apis mellifera), Seidenraupen (Bombyx mori) und Hummeln (Bombus spp.) zu einer Lähmung der beiden vorderen Beinpaare. Diese Lähmung führt schließlich zum Tod der infizierten Insekten. SBPV wird nachgewiesenermaßen durch Befall mit Milben der Spezies Varroa destruktor auf Bienenstöcke übertragen.
Aufgrund der Ähnlichkeiten zwischen den beiden Viren wird angenommen, dass das chronische Bienenlähmungsvirus dieselbe Übertragungsart aufweist.

## Systematik
Das Virus ist derzeit (Stand Mitte März 2020) noch nicht vom International Committee on Taxonomy of Viruses (ICTV) offiziell bestätigt.
CBPV weist Ähnlichkeiten mit den Virusfamilien Nodaviridae und Tombusviridae auf, aber es unterscheidet sich dennoch so stark von diesen beiden bestehenden Familien, so dass es als Mitglied einer neuen Familie von Viren angesehen werden muss. Infolgedessen steht eine vollständige taxonomische Einordnung von CBPV noch aus. 
Da beide Familien dem im März 2020 vom ICTV neu geschaffenen Phylum Kitrinoviricota angehören, liegt eine Mitgliedschaft einer solchen vorschlagsgemäßen Familie CBPV-ähnlicher Viren in diesem Phylum nahe, und damit nicht bei den Picornavirales, die zum Phylum Pisuviricota gehören.